# Bärweiler
Bärweiler là một xã thuộc huyện Bad Kreuznach trong bang Rheinland-Pfalz, phía tây nước Đức. Xã Bärweiler có diện tích 6,11 km², dân số thời điểm ngày 31 tháng 12 năm 2006 là 266 người.